# Camillo Puglisi Allegra
Camillo Puglisi Allegra (Messina, 27 marzo 1884 – Roma, 23 dicembre 1961) è stato un architetto e ingegnere italiano.

## Opere e Progetti principali

### Campania

#### Capri
- Villa Vismara a Tragara di proprietà di Enrico Vismara

#### Napoli
- Piano Regolatore e sistemazione delle case per operai e per impiegati dello stabilimento della società Ilva di Bagnoli

#### Torre Annunziata
- Piano Regolatore e sistemazione delle Case per Operai e per Impiegati dello Stabilimenti della società Ilva
- Dopo lavoro Ilva

### Calabria

#### Reggio Calabria
- Villa Spinelli

### Lazio

#### Roma
- Palazzina Via Tagliamento, 25
- Partecipazione al concorso del Palazzo dell'Istituto di Previdenza Sociale (concorso annullato)

### Sicilia

#### Messina
- Palazzo della Camera di Commercio e Borsa
- Villa Roberto
- Palazzo Salvato
- Villa Tricomi
- Grand Hotel
- Regio Istituto Magistrale
- Casa di cura Cappellani
- Ospedale dei cronici e Istituto del cancro con annessa Chiesa
- Grande Palazzo della Società P.A.C.E.
- Cavalcavia della Stazione Ferroviaria (Appalto a concorso Min. LL.PP.)
- Galleria Vittorio Emanuele III
- Progetto Chiesa di S.Clemente

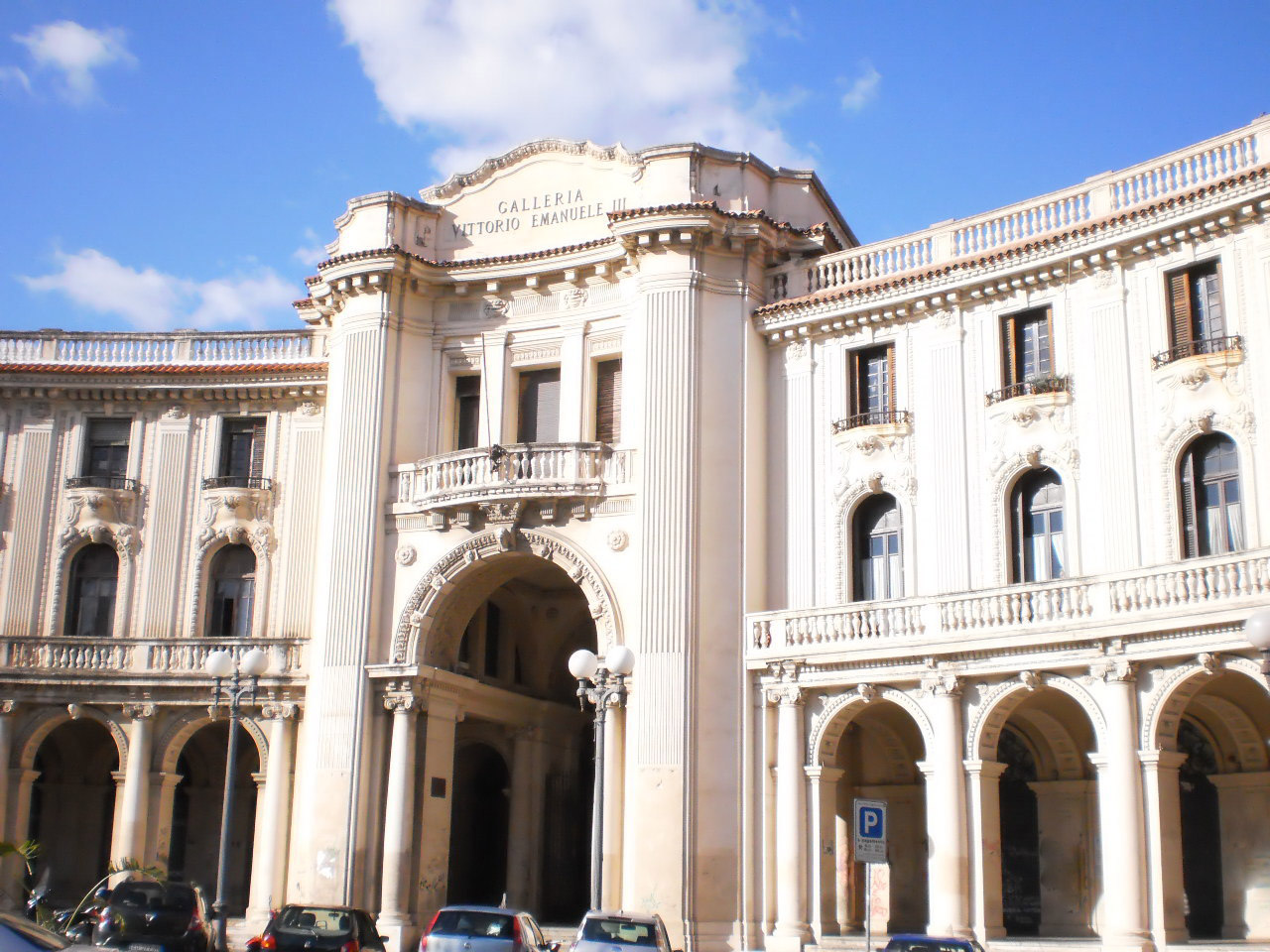
Galleria Vittorio Emanuele III, facciata (Messina)
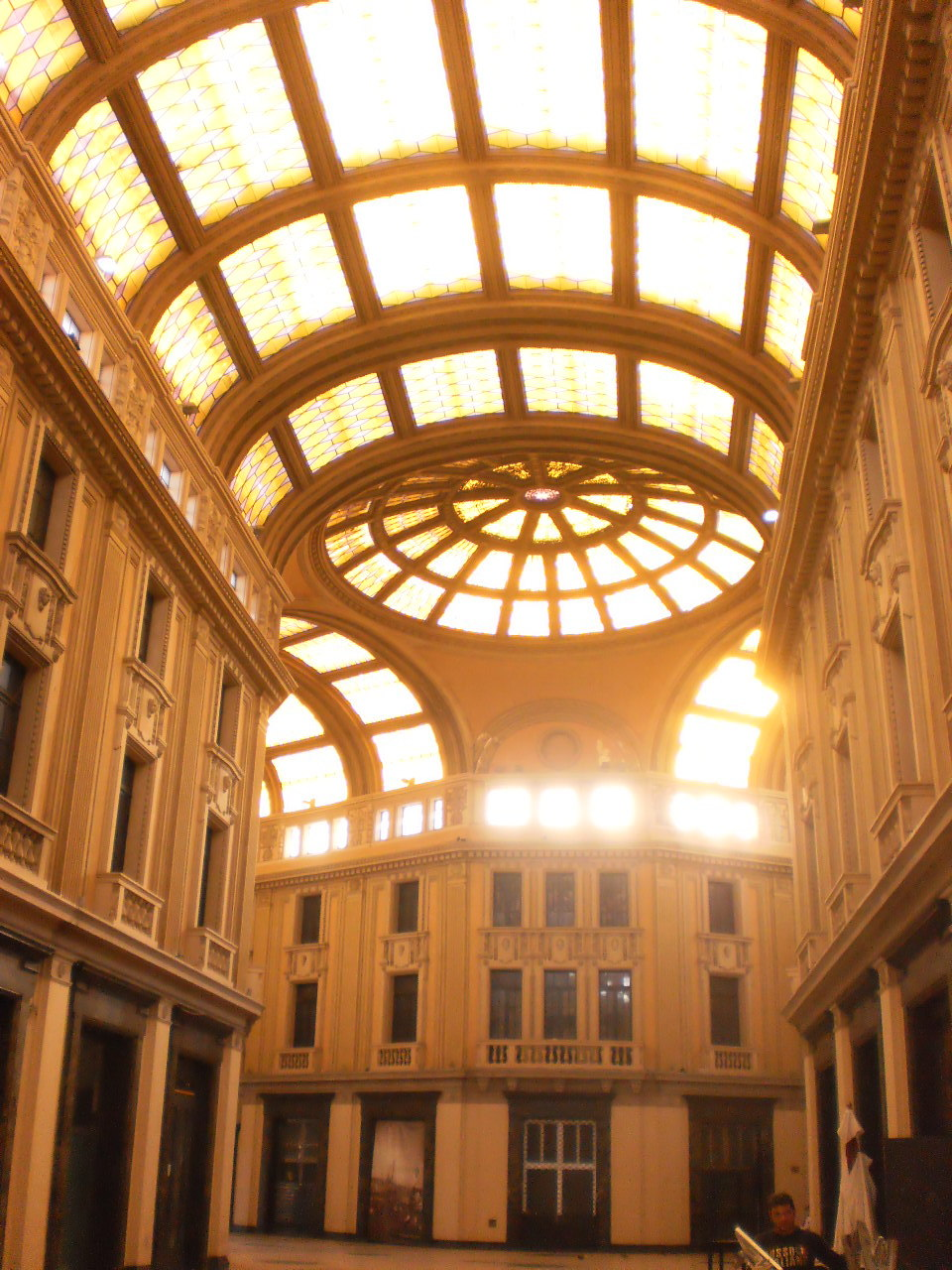
Galleria Vittorio Emanuele III, interno (Messina)
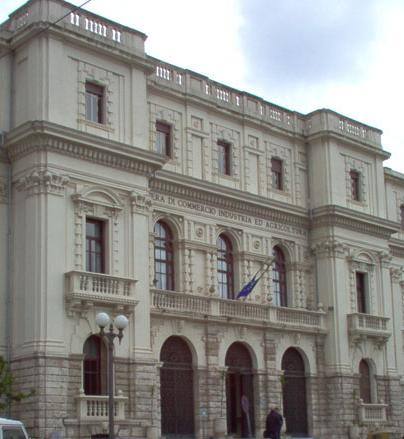
Camera di Commercio (Messina)

#### Palermo
- Sistemazione Piazza Teatro Massimo con progetto di grattacielo e galleria.
- Palazzo di Giustizia (Concorso classificato 3º)

#### Trapani
- Progetto e direzione per la costruzione dell'Aeroporto per conto del Ministero Aeronautica

### Toscana

#### Marina di Massa
- Villa e Parco Corsi
- Villa o mia Cara

#### Piombino
- Piano Regolatore
- Fognatura comunale
- Progetto Mensa Aziendale da 1200 posti per Stabilimento Ilva

#### Portoferraio
- Piano Regolatore e sistemazione delle Case per Operai e per Impiegati dello Stabilimenti della società Ilva

### Veneto

#### Rovigo
- Piano Regolatore
- Fognatura comunale

#### San Donà di Piave
- Palazzina Augustini
- Palazzo della Banca Mutua Popolare
- Palazzo dei Consorzi di bonifica riuniti
- Palazzo Municipale
- Palazzo Roma
- Nuovo teatro comunale
- Acquedotto Consorziale "Basso Piave"
- Monumento ai caduti (Casa di ricovero)
- Nuovo Cimitero
- Stabilimento per l'essiccazione dei bozzoli
- Palazzo Acquedotto Consorziale
- Piano Regolatore
- Fognatura comunale

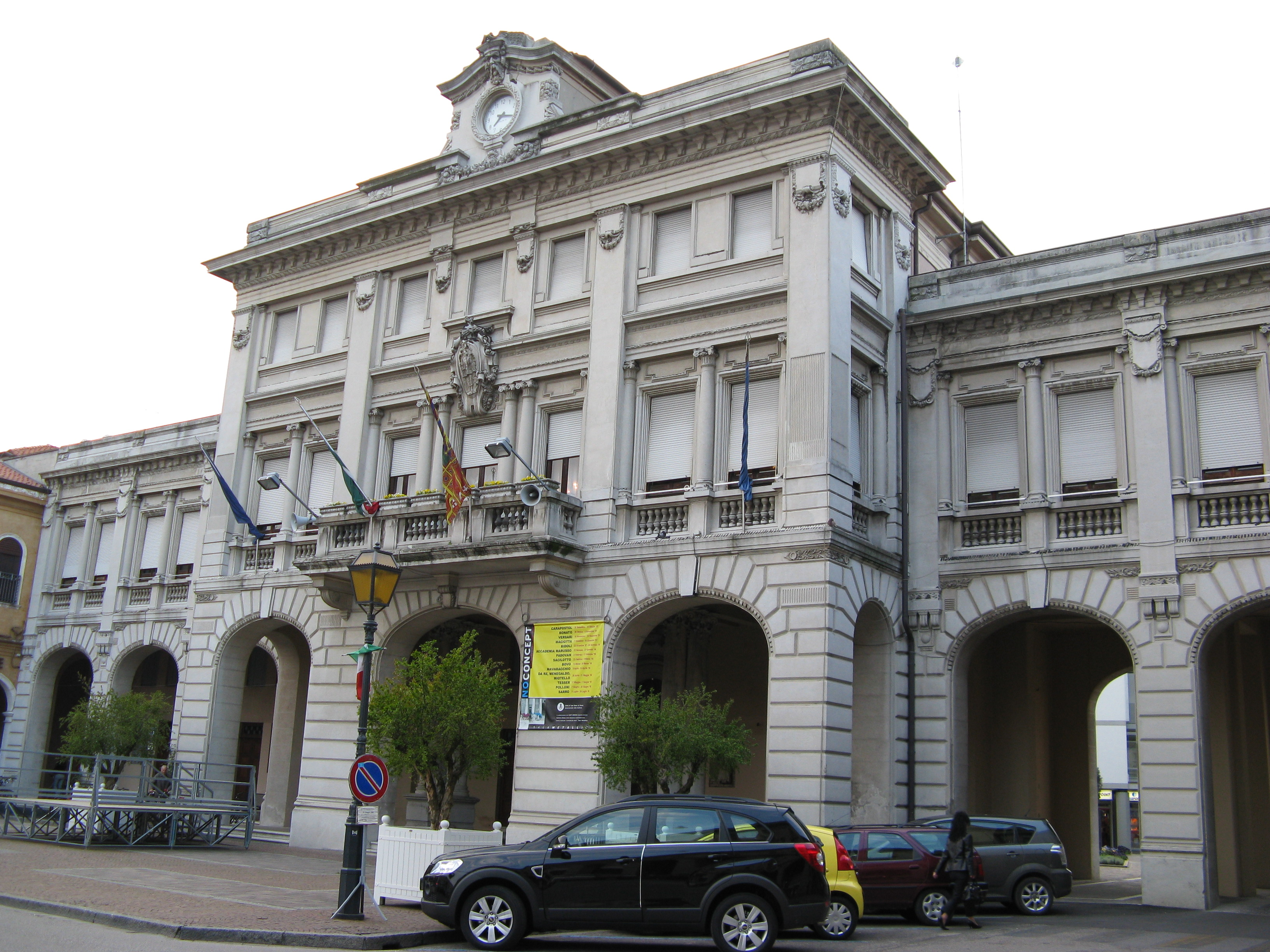
Palazzo Municipale (San Donà di Piave)

#### Venezia
- Palazzo Arcangeli di S.Lorenzo
- Palazzo della Camera di Commercio e Borsa
- Villa Angelica a Lido di Venezia
- Piano Regolatore e sistemazione delle Case per Operai e per Impiegati dello Stabilimenti della società Ilva a Porto Marghera
- Partecipazione al concorso per la nuova Stazione Ferroviaria (concorso annullato)